# Histograma d'imatge
Un histograma d'imatge és un tipus de representació gràfica que il·lustra la freqüència relativa dels valors d'intensitat dels píxels d'una imatge respecte els propis valors. Més col·loquialment, és un gràfic que indica la proporció de píxels de cada tonalitat que hi ha en una imatge.